# Ruta del Cister
Die Ruta del Cister (Katalanisch, „Route der Zisterzienser“) ist eine touristische Region im Dreieck der Städte Barcelona, Tarragona und Lleida in Katalonien. Sie wird geprägt durch die drei großen Zisterzienserklöster des Landes aus dem 12. Jahrhundert: Santes Creus, Vallbona de les Monges und Santa Maria de Poblet. Ein Fernwanderweg verbindet die drei Klöster.

## Königsklöster

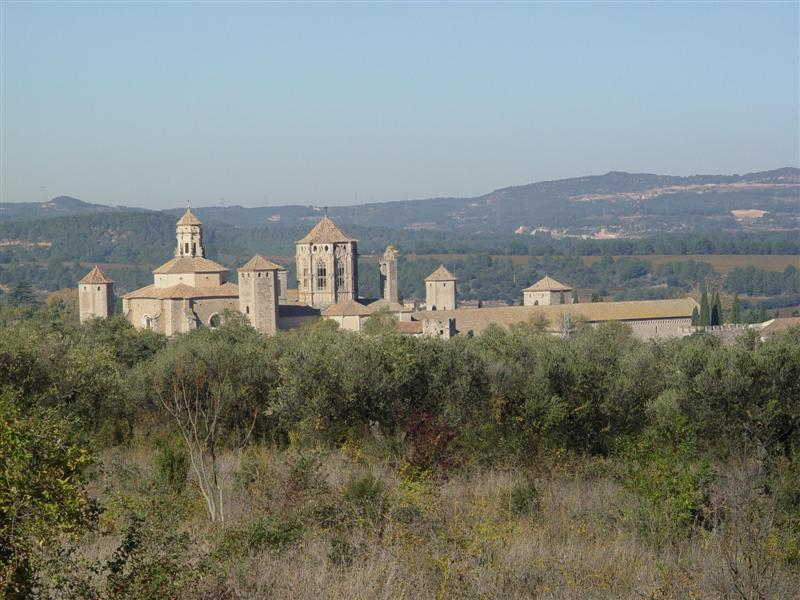
Santa Maria de Poblet

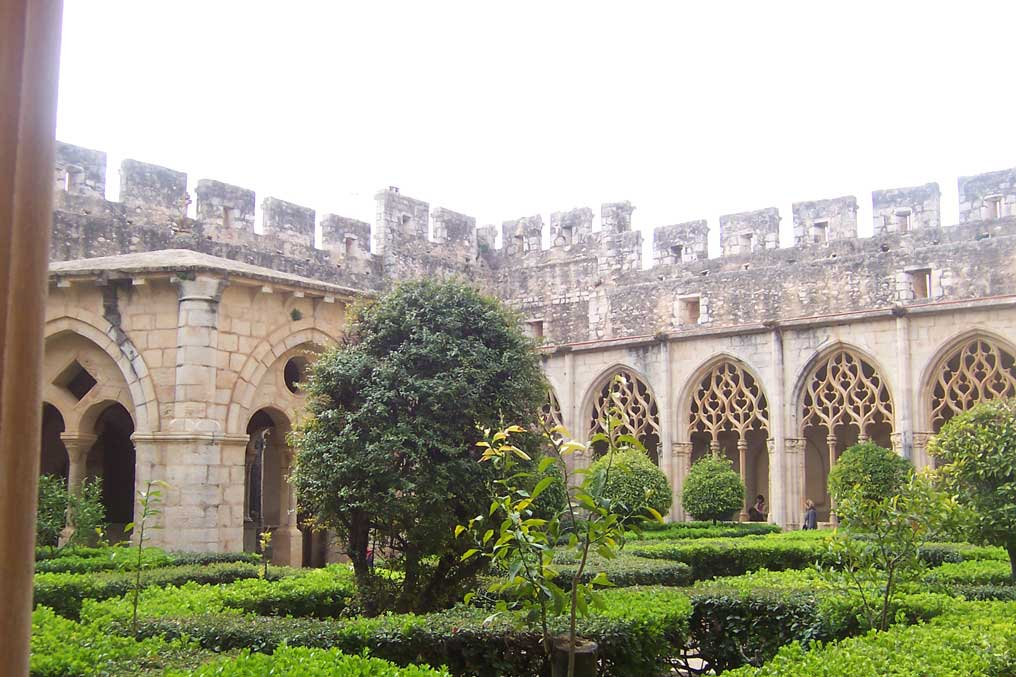
Santes Creus

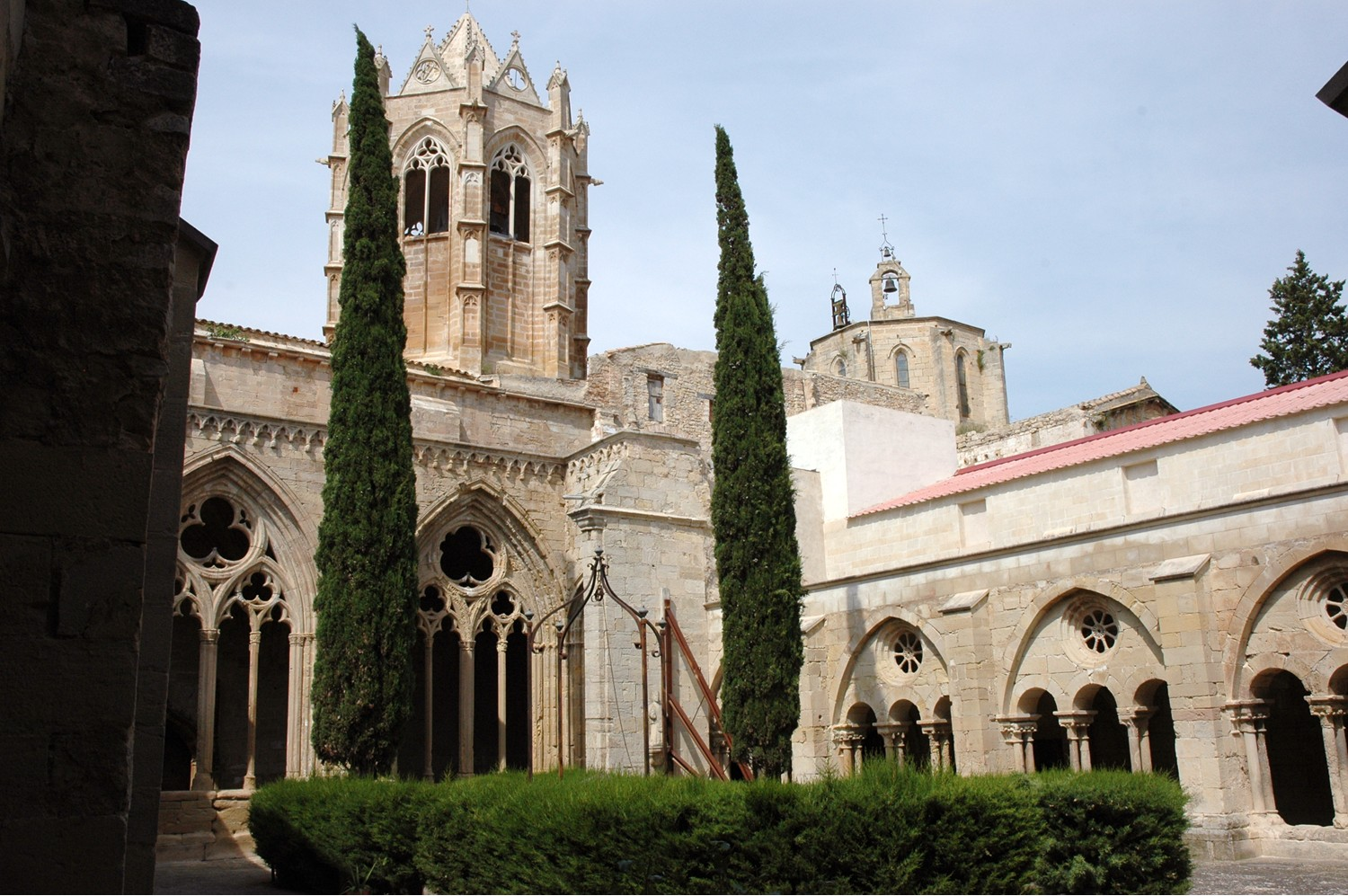
Santa Maria de Vallbona de les Monges

Das im 8. Jahrhundert von den Mauren besetzte Gebiet wurde im 10. Jahrhundert durch die Grafen von Barcelona zurückerobert und die seit mehreren Jahrhunderten nahezu entvölkerte Region in der Folge von Menschen aus der Grafschaft Barcelona besiedelt. In der ersten Hälfte des 12. Jahrhunderts entstanden unter Graf Ramon Berenguer IV. fast zeitgleich die drei Klöster gleichsam als Zeichen des Triumphes und steinerne Danksagung für die Vertreibung der muslimischen Araber. Bis zum Ende des katalanisch-aragonesischen Königreiches blieben die Klöster königliche Grabstätten.

### Poblet
Santa Maria de Poblet wurde 1151 von Raimund Berengar IV. von Barcelona gegründet. Es entwickelte sich zu einem herausragenden Kulturzentrum der Zeit. Besondere Bedeutung erlangte die Bibliothek. Poblet ist das größte und prächtigste Königskloster Spaniens, zugleich das umfangreichste und besterhaltene Zisterzienserkloster des Abendlandes. Die wichtigsten Gebäude stammen aus dem 12. bis 15. Jahrhundert. Es ist noch heute von Mönchen bewohnt und seit 1991 UNESCO-Weltkulturerbe.

### Santes Creus
Santes Creus wurde nach zweimaligem Umzug der Mönche 1158 am heutigen Standort erbaut und blühte schon bald auf. Der erste gotisch inspirierte Kreuzgang Spaniens besitzt äußerst phantasievolle Kapitelle. Von besonderer Bedeutung ist auch das Dormitorium mit 48,5 Metern Länge und zehn Metern Breite. Seit 1835 ist das Kloster nicht mehr bewohnt.

### Vallbona de les Monges
Santa Maria de Vallbona entwickelte sich aus einer schon 1157 bezeugten Einsiedelei. 1175 wurde es zu einem Nonnenkloster der Zisterzienser und erhielt höchste Aufmerksamkeit des Katalanisch-Aragonesischen Königshauses. Die Äbtissinnen entstammten meist dem Adel. Das Kloster ist noch heute bewohnt.

## Grabstätten der Könige des katalanisch-aragonesischen Königreiches

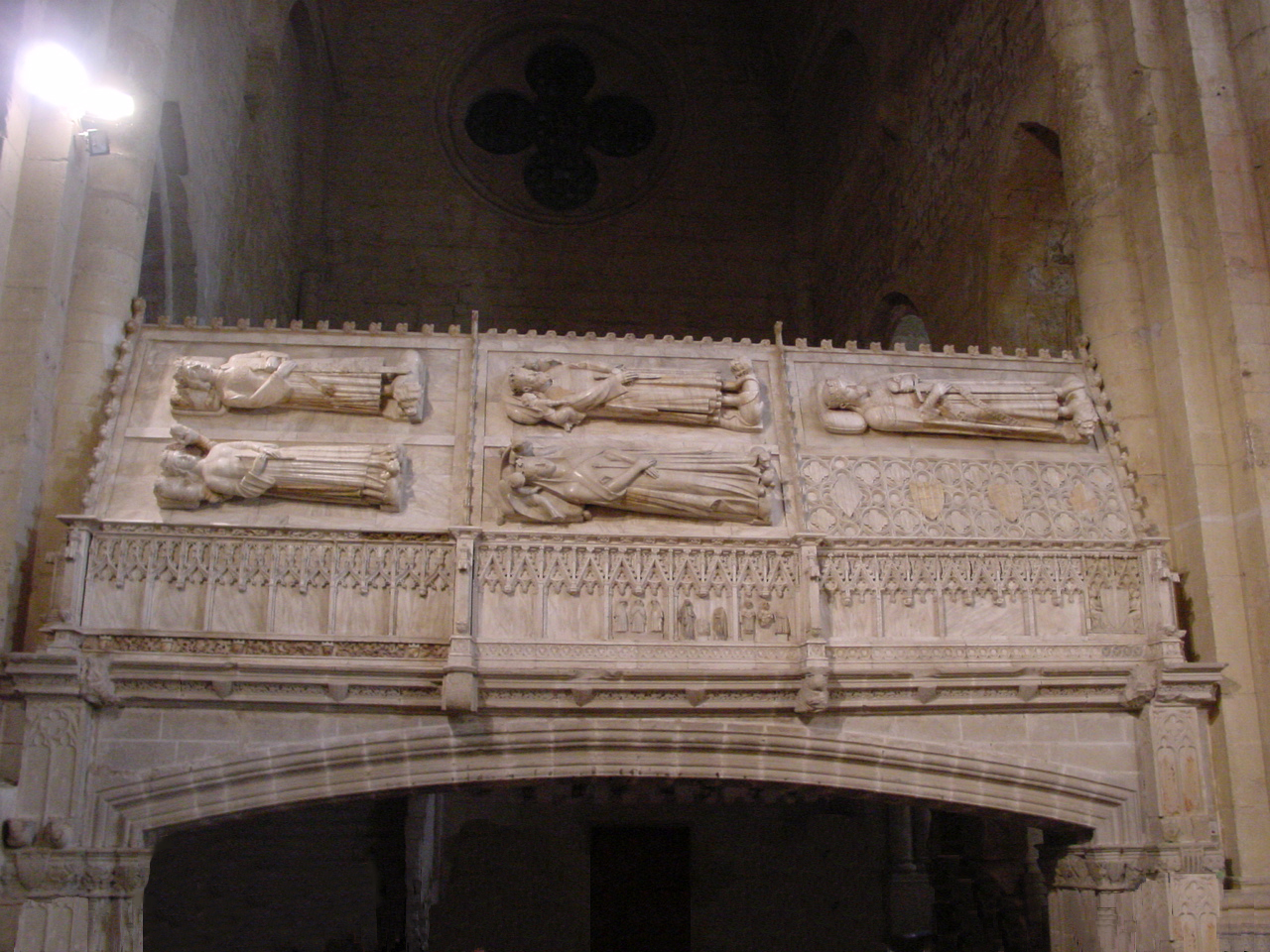
Die Königsgräber in Santa Maria de Poblet
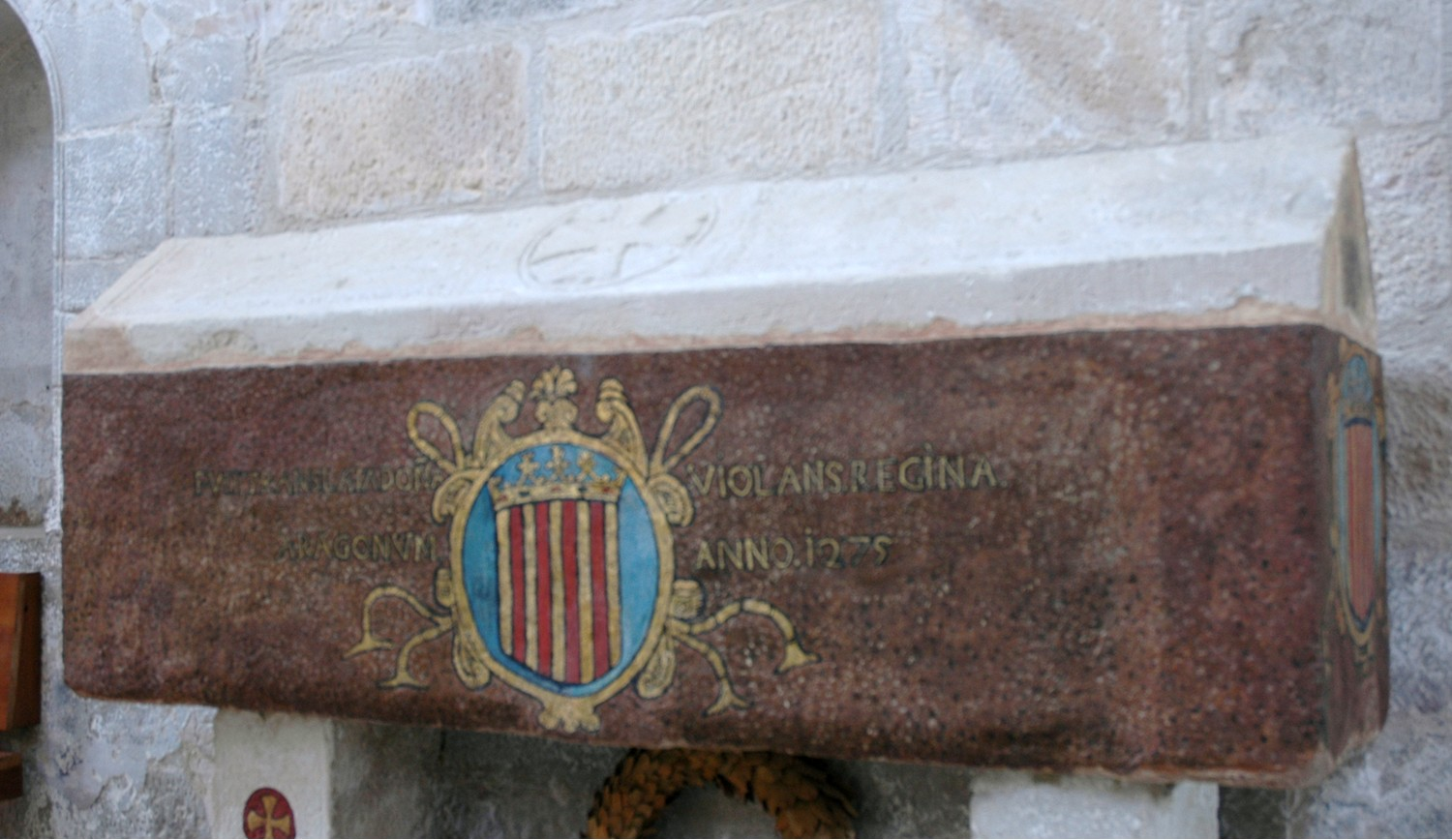
Grabstätte der Violante von Aragón in Santa Maria de Vallbona

- Raimund Berengar IV. von Barcelona (1131–1161): Santa Maria de Ripoll
- Alfons II. von Aragón (Alfons el Cast, 1162–1196): Santa Maria de Poblet
- Peter II. von Aragón (Pere el Catòlic, 1196–1213): Santa Maria de Sixena
- Jakob I. von Aragón (Alfons el Cast, 1213–1276): Santa Maria de Poblet
  - die Töchter Violante von Aragón und Sança von Aragón: Santa Maria de Vallbona
- Peter III. von Aragón (Pere el Gran, 1276–1285): Santes Creus
- Alfons III. von Aragón (Alfons el Franc, 1285–1291): Barcelona
- Jakob II. von Aragón (Jaume el Just, 1291–1327): Santes Creus
- Alfons IV. von Aragón (Alfons el Benigne, (1327–1336): Lleida (La Seu Vella))
- Peter IV. von Aragón (Pere el Cerimoniós, 1336–1387): Santa Maria de Poblet
  - seine zweite Frau Eleonore von Sizilien: Santa Maria de Vallbona
  - die Töchter Maria von Aragón und Eleonore von Aragón: Santa Maria de Vallbona
- Johann I. von Aragón (Joan el Caçador, 1387–1395): Santa Maria de Poblet
  - seine Ehefrauen Matha von Armagnac und Violante von Bar: Santa Maria de Poblet
- Martin I. von Aragón (Martí l’Humà, 1396–1410): Santa Maria de Poblet
- Ferdinand I. von Aragón (Ferran d’Antequera, 1412–1416): Santa Maria de Poblet
- Alfons V. von Aragón (Alfons el Magnànim, 1416–1458): Santa Maria de Poblet
- Johann II. von Aragón (Joan el Gran, 1458–1479): Santa Maria de Poblet
  - seine zweite Frau, Juana Enríquez: Santa Maria de Poblet
- Ferdinand II. von Aragón (Ferran el Catòlic, 1479–1516) Granada (Capilla Real)

## Wanderweg

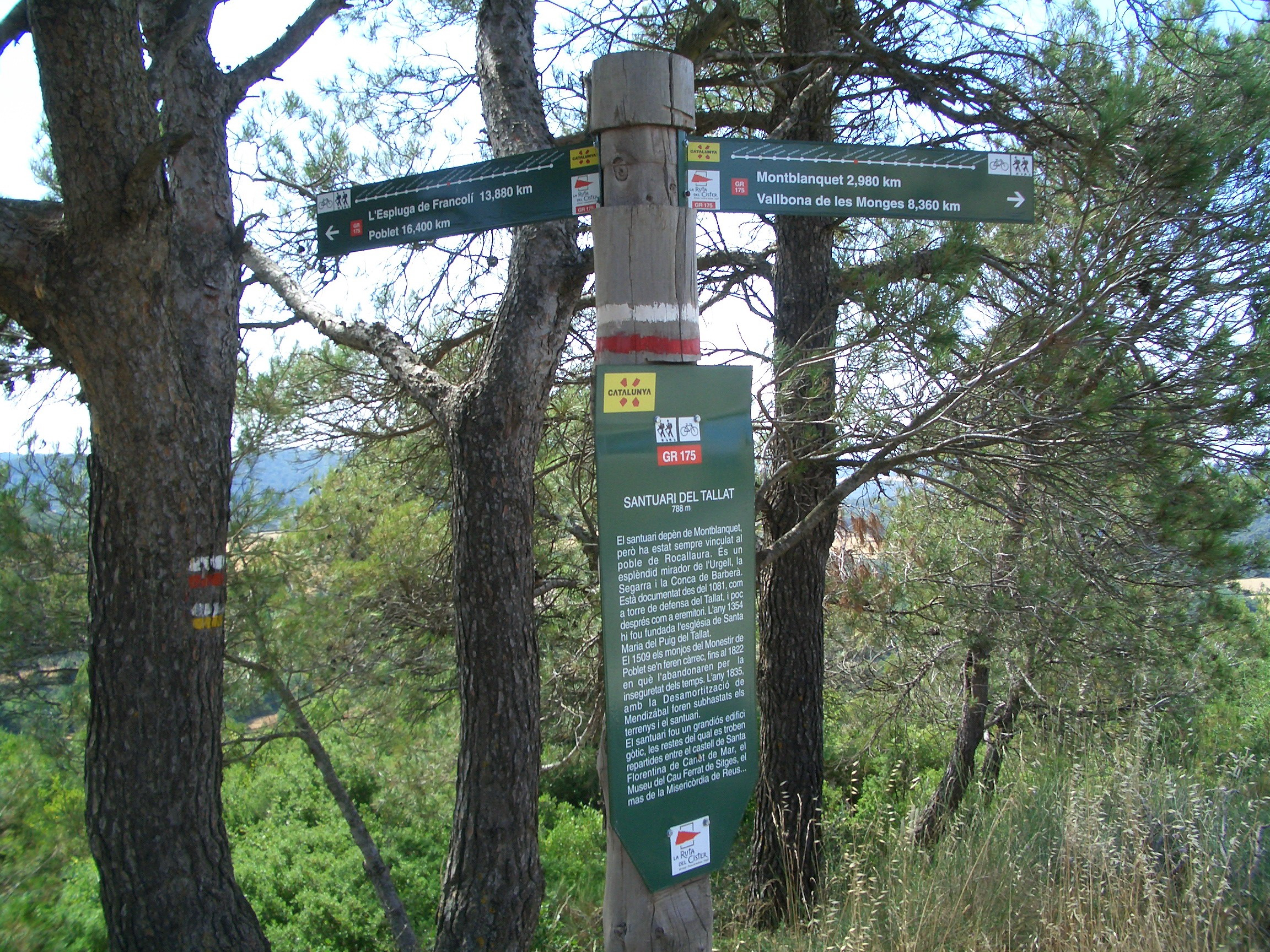
Wegweiser am GR 175

Der Wanderweg wurde 1998 geschaffen um das umfangreiche kulturelle Erbe in den Comarques Alt Camp, Urgell und Conca de Barberà auch touristisch zu erschließen. Er bildet unter Einbeziehung einiger Varianten für den Fahrrad- und motorisierten Tourismus das Rückgrat zur Erschließung der vielfältigen Angebote in der gesamten Region.
Die Wanderweg ist als GR-175 gekennzeichnet und führt über 104 km 
- vom Kloster Santes Creus über El Pont d’Armentera, Rocafort de Queralt, Forès, Belltall und Vallbona de les Monges zum Kloster Vallbona de les Monges (35 km),
- weiter über L’Espluga de Francolí zum Kloster Poblet (24 km) und
- weiter über Montblanc und El Pla de Santa Maria zurück zum Kloster Santes Creus (45 km).